# Stereonephthya portoricensis
Stereonephthya portoricensis is een zachte koraalsoort uit de familie Alcyoniidae. De koraalsoort komt uit het geslacht Stereonephthya. Stereonephthya portoricensis werd in 1901 voor het eerst wetenschappelijk beschreven door Hargitt. 